# Bromus bromoideus
Bromus bromoideus là một loài thực vật có hoa trong họ Hòa thảo. Loài này được (Lej.) Crép. mô tả khoa học đầu tiên năm 1867.

## Hình ảnh

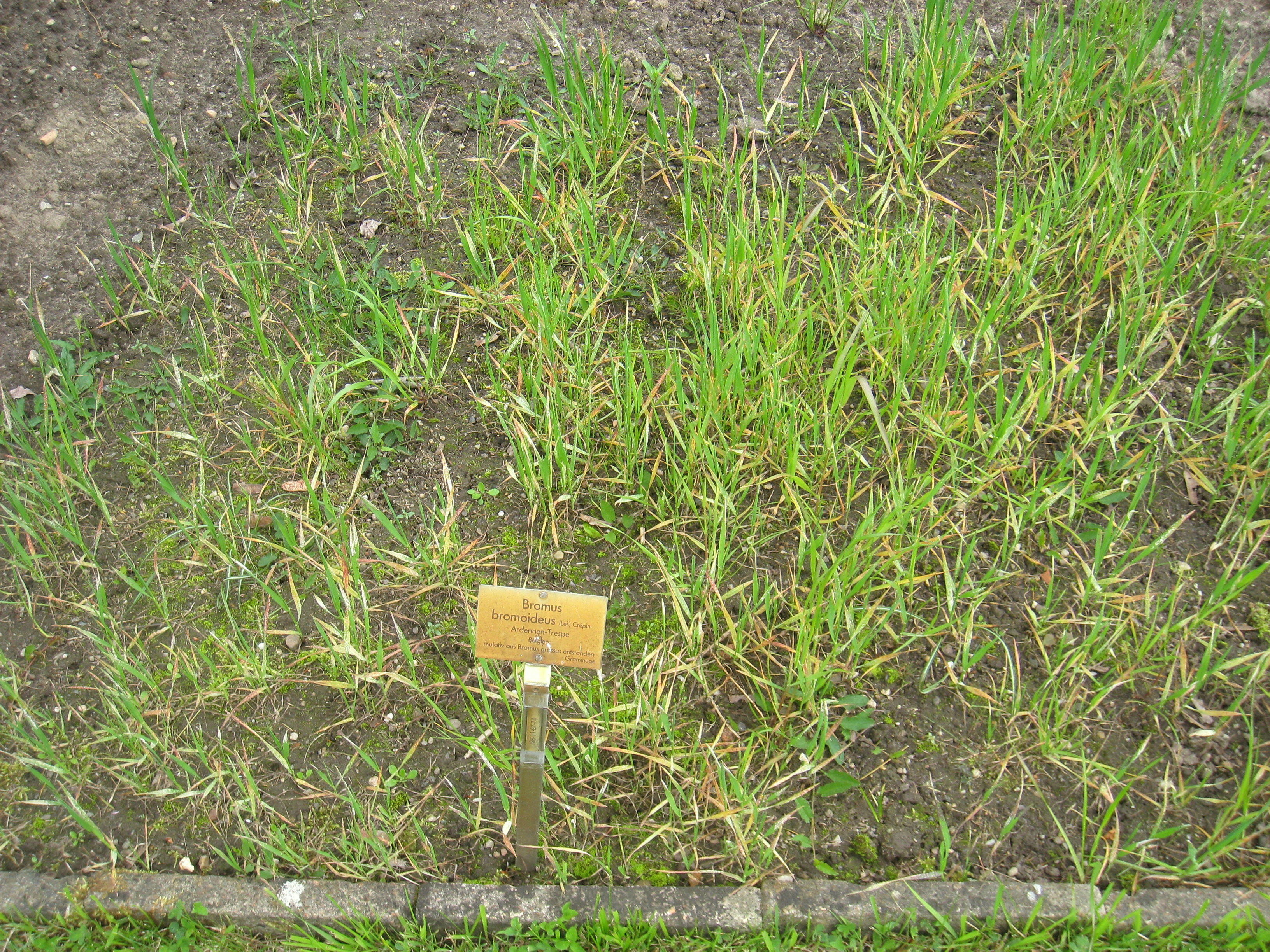